# Павел Горват
Па́вел Го́рват (чеськ. Pavel Horváth, нар. 22 квітня 1975, Прага) — чеський футболіст, півзахисник клубу «Вікторія» (Пльзень).

## Клубна кар'єра
Народився 22 квітня 1975 року в місті Прага. Вихованець футбольної школи клубу «Спарта» (Прага), за який і дебютував у великому футболі 1993 року. 1994 року Хорват пішов у «Бауміт» через малу кількість ігрового часу.
З 1996 по 2000 рік Хорват зіграв у 105 іграх за празьку «Славію», вигравши з нею два кубка Чехії. Наступним клубом чеха став лісабонський «Спортінг», де він так і не зумів завоювати місце в стартовому складі, але виграв чемпіонат та кубок Португалії.
В 2002 році Хорват перейшов в турецький «Галатасарай», де зіграв всього 3 зустрічі. У тому ж році повернувся до Чехії, в «Тепліце», і в першому ж сезоні виграв у складі команди кубок Чехії.
Після трьох сезонів в японському «Віссел» (Кобе) Хорват повернувся в «Спарту», де він починав кар'єру, і за два сезони в клубі виграв чемпіонат Чехії та двічі кубок Чехії.
2008 року Хорват у віці 33 років перейшов в пльзеньську «Вікторію». Його 8 голів у сезоні 2008/09 допомогли «Вікторії» зайняти восьме місце в чемпіонаті. 2010 року був названий Особистістю року в Чехії.
Забивши вісім голів у 26 іграх в сезоні 2010/11, Хорват допоміг «Вікторії» виграти свій перший чемпіонат Чехії в історії і другий чемпіонат Чехії за кар'єру Хорвата. У сезоні 2012/13 Хорват з «Вікторію» вдруге стали чемпіонами Чехії.
Наразі встиг відіграти за пльзенську команду 138 матчів в національному чемпіонаті.

## Виступи за збірні
Протягом 1995–1997 років залучався до складу молодіжної збірної Чехії. На молодіжному рівні зіграв у 10 офіційних матчах, забив 1 гол.
9 лютого 1999 року дебютував в офіційних матчах у складі національної збірної Чехії. Наразі провів у формі головної команди країни 19 матчів.
У складі збірної був учасником чемпіонату Європи 2000 року у Бельгії та Нідерландах, але на поле так і не вийшов. Всього за кар'єру Хорват зіграв у 19 іграх збірної з 1999 по 2002 рік.

## Досягнення

### Командні
«Славія» (Прага)
- Володар кубка Чехії (2) : 1996/97, 1998/99

 «Спортінг» (Лісабон)
- Чемпіон Португалії (1) : 2001/02
- Володар кубка Португалії (1) : 2001/02
- Володар суперкубка Португалії (1) : 2000

 «Тепліце»
- Володар Кубка Чехії (1) : 2002/03

 «Славія» (Прага)
- Чемпіон Чехії (1) : 2006/07
- Володар кубка Чехії (2) : 2006/07, 2007/08

 «Вікторія» (Пльзень)
- Чемпіон Чехії (3) : 2010/11, 2012/13, 2014/15
- Третє місце чемпіонату Чехії (1) : 2011/12
- Володар Кубка Чехії (1) : 2009/10
- Володар Суперкубка Чехії (1) : 2011

### Особисті
- Особистість року в Чехії: 2010, 2011[2],2012.